# Arsácio (primicério do cubículo sagrado)
Arsácio (em latim: Arsacius) foi um oficial e eunuco romano do começo do século V, ativo durante o reinado do imperador romano ocidental Honório (r. 395–423). No final de 408, ele e Terêncio estiveram próximos de serem capturados perto de Roma pelo rei visigótico Alarico (r. 395–410). Eles estavam escoltando Euquério, filho de Estilicão, à cidade para ser executado sob ordens imperiais. Ao chegarem, entregaram Termância, a esposa de Honório, para sua mãe Serena e executaram Euquério.
Quando partiram, de modo a evitar Alarico, velejaram para Gênova e então viajaram por terra para Ravena. O imperador recompensou-os por seus serviços e nomeou Arsácio primicério do cubículo sagrado, o subordinado imediato de Terêncio, que tornou-se prepósito do cubículo sagrado. Em 409, após a queda de Olímpio, os soldados ravenenses exigiram a rendição de vários oficiais, inclusive Arsácio. Ele foi enviado para longe da corte para viver em Mediolano.